# Zbór Kościoła Ewangelicznych Chrześcijan „Betel” w Szczecinie
Zbór Kościoła Ewangelicznych Chrześcijan „Betel” w Szczecinie – ewangeliczna wspólnota chrześcijańska, należąca do Kościoła Ewangelicznych Chrześcijan w RP.

## Historia

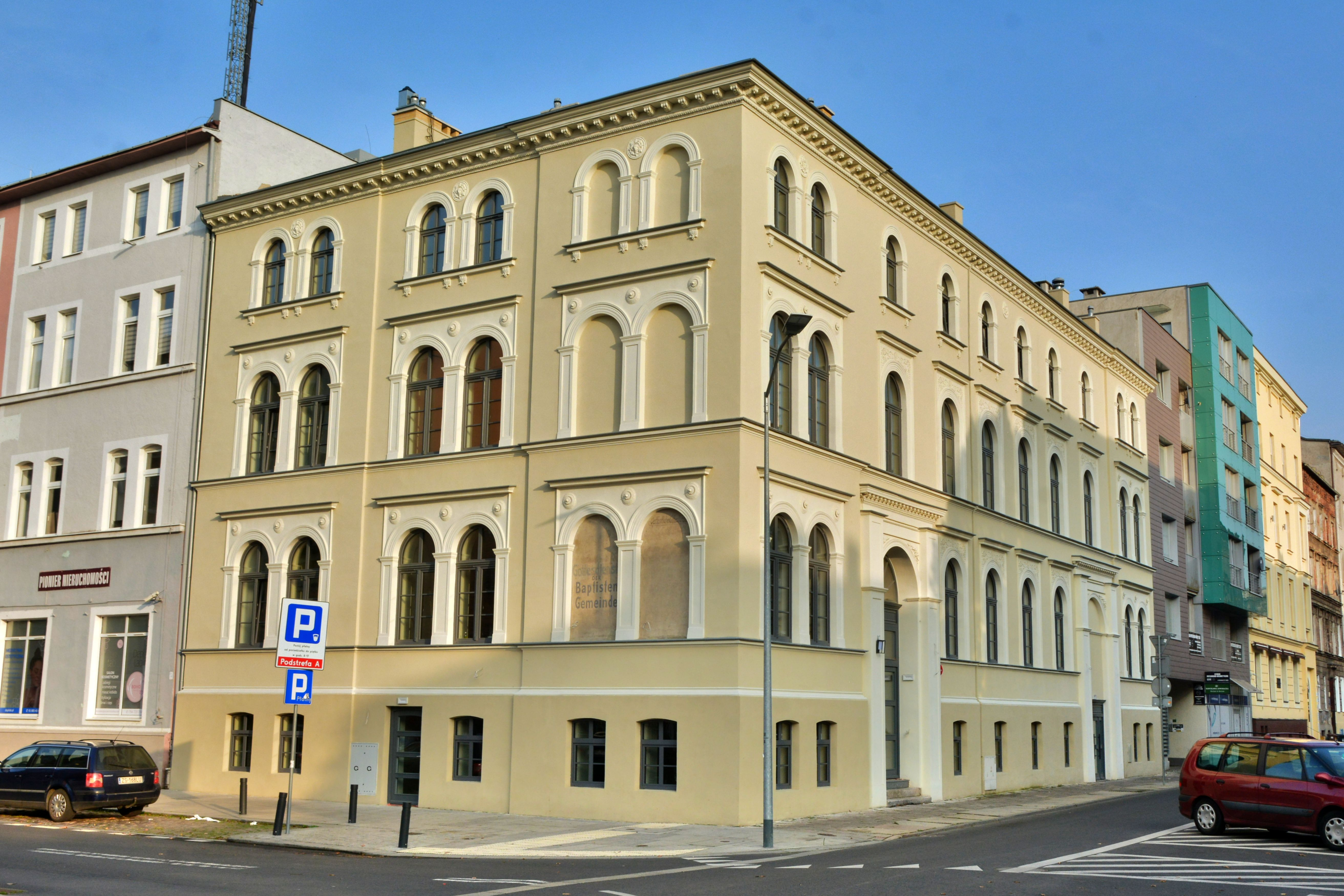
Budynek przy ul. Stoisława 4, gdzie prowadzone były wspólne nabożeństwa Kościoła Metodystycznego oraz wspólnot ewangelicznych

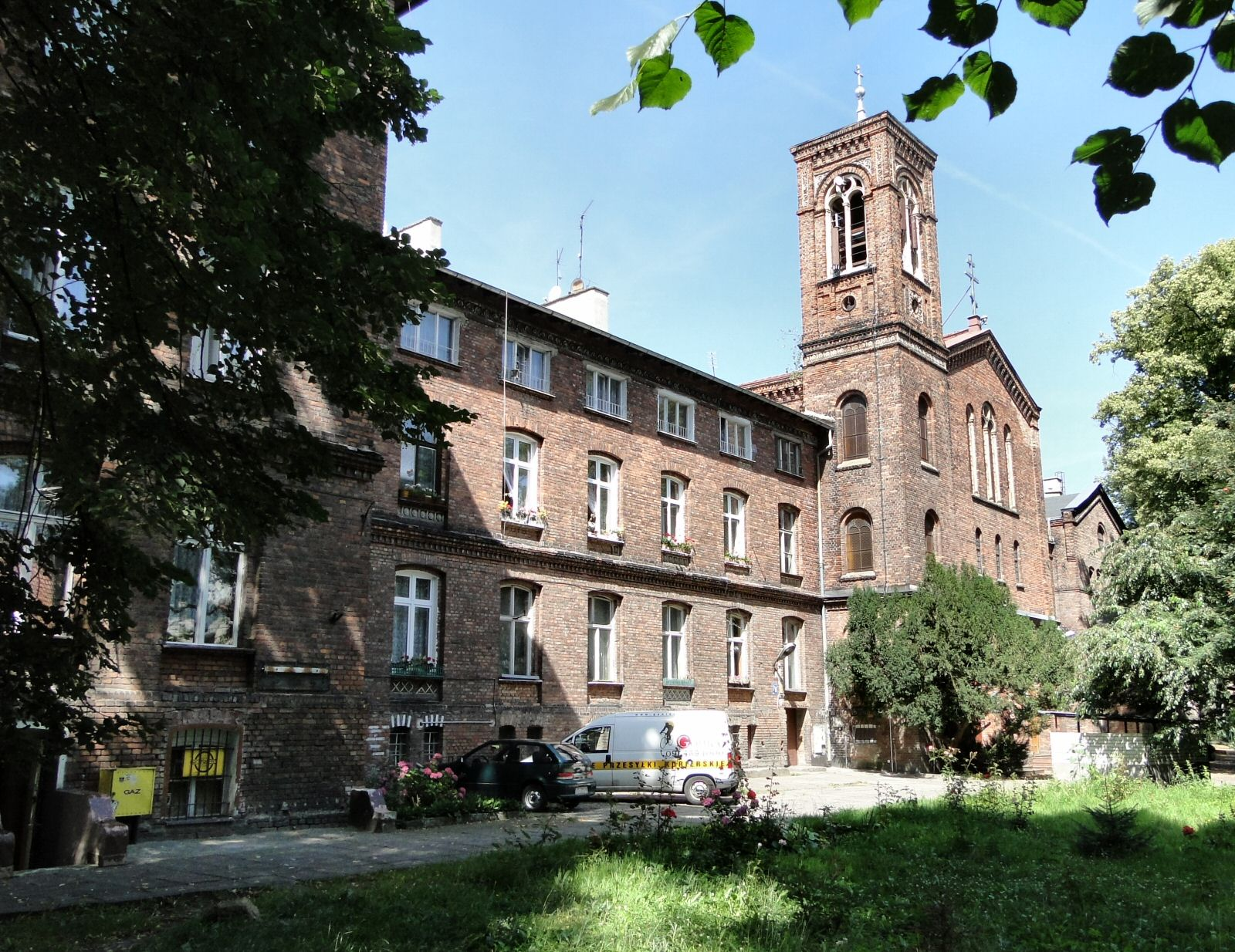
Kościół przy ul. Wawrzyniaka 7, stanowiący siedzibę zboru Zjednoczonego Kościoła Ewangelicznego

Historia zboru „Betel” w Szczecinie wiąże się z przybyciem do miasta w 1946 Juliana Kuryłowicza, repatrianta z Ukrainy i kaznodziei Związku Ewangelicznych Chrześcijan, który odnalazł następnie zamieszkałych na terenie województwa szczecińskiego ewangelicznie wierzących i zaczął organizować w swoim mieszkaniu przy ul. Wycieczkowej 5/5 ewangelikalne nabożeństwa, w których udział brali pochodzący z wschodnich terenów dawnej II Rzeczypospolitej ewangeliczni chrześcijanie, baptyści oraz chrześcijanie wiary ewangelicznej. Powstały w ten sposób zbór był okazjonalnie odwiedzany przez kaznodzieję Aleksandra Rapanowicza, który wcześniej pozostawał członkiem zboru w Wilnie, a w tym czasie zamieszkiwał w Stargardzie Szczecińskim.
Zbór w Szczecinie rozpoczął następnie funkcjonowanie w strukturach Polskiego Kościoła Ewangelicznych Chrześcijan Baptystów, a jego siedzibą został budynek przy ul. Grzymińskiej 28. Przełożonym wspólnoty pozostawał Julian Kuryłowicz. W kwietniu 1948 do miasta przeniosła się grupa ewangelicznych chrześcijan pochodząca z Kujaw wraz z kaznodziejami Stanisławem Michalskim i Benonem Strzeleckim, która stała się częścią zboru. 7 lipca 1948 działalność zboru Kościoła Kościoła Ewangelicznych Chrześcijan Baptystów w Szczecinie została zgłoszona do Urzędu Wojewódzkiego. W czasie odbywania przez Juliana Kuryłowicza nauki na Kursie Biblijnym w Warszawie kierownictwo nad zborem pełnili Stanisław Michalski i Benon Strzelecki.
Jesienią 1949 doszło do wywłaszczenia właściciela budynku przy ul. Grzymińskiej 28, w związku z czym korzystający z niej zbór został pozbawiony siedziby. Urząd Wojewódzki przeznaczył w zamian dla zboru obiekt przy ul. Szarotki, jednak nie został on zaakceptowany przez wspólnotę z uwagi na potrzebę jego generalnego remontu, na który nie dysponowała ona funduszami. Z uwagi na tę sytuację funkcjonowanie zboru zostało przerwane, a większość jego dotychczasowych członków rozpoczęła uczestniczyć w nabożeństwach prowadzonych przez zielonoświątkowy zbór Kościoła Chrześcijan Wiary Ewangelicznej, które odbywały się wówczas w mieszkaniu przy ul. Kaszubskiej 18/2, należącym do pastora tej wspólnoty Aleksander Rapanowicza. Ewangeliczni chrześcijanie nie zostali formalnie członkami zboru zielonoświątkowego, a ich wcześniejsi kaznodzieje byli zapraszani przez zielonoświątkowców do gościnnego głoszenia Słowa Bożego w trakcie nabożeństw.
Funkcjonowanie szczecińskiego zboru Kościoła Chrześcijan Wiary Ewangelicznej, w który zaangażowani byli ewangeliczni chrześcijanie, została przerwane w nocy 20 września 1950 na skutek aresztowania 199 ewangelikalnych duchownych przez organy Ministerstwa Bezpieczeństwa Publicznego. Uwięziony został wówczas pastor zboru Aleksander Rapanowicz, jak również kaznodzieje ewangelicznych chrześcijan Stanisław Michalski i Benon Strzelecki. Ponadto na przesłuchania wezwani zostali ewangeliści Wacław Janaszek, Władysław Linczak i Kazimierza Ścibora, a siedziba zboru została zamknięta i zaplombowana.
Po aresztowaniu członków wspólnoty odbudowaniem jej życia religijnego zajął się Leon Stanisław Dziadkowiec, przybyły do miasta w 1950 i od tej pory aktywnie angażujący się w działalność społeczności. Doprowadził on do ponownego zgromadzenia rozproszonych członków zboru, a następnie zawarł porozumienie z pastorem metodystycznym ks. Włodzimierzem Timofiejewem, dzięki któremu ewangeliczni chrześcijanie, zielonoświątkowcy i metodyści rozpoczęli wspólne funkcjonowanie w ramach parafii metodystycznej w Szczecinie, której siedziba mieściła się wówczas przy ul. Stoisława 4. Podczas nabożeństw usługiwali kaznodzieje pozostali w tym czasie na wolności. Do wspólnoty dołączyli następnie także wolni chrześcijanie oraz część baptystów. W kwietniu 1951 z więzienia został zwolniony Aleksander Rapanowicz, a po nim kolejni członkowie dawnego zboru zaangażowani wcześniej w jego przywództwo, jednak część z nich na skutek traum więziennych nie uczestniczyła w nabożeństwach. Niedługo później nowym pastorem parafii metodystycznej został ks. Sergiusz Winniczek, który zerwał postanowienia o ekumenicznej współpracy z wiernymi ugrupowań ewangelikalnych, w związku z czym współpraca z metodystami została zakończona.
W 1952 szczecińscy ewangeliczni chrześcijanie, wolni chrześcijanie i zielonoświątkowcy uzgodnili podstawowe wyznanie wiary i powołali wspólny zbór. Dokonali wyboru Rady Zboru, w skład której weszli: Aleksander Rapanowicz (przełożony Rady) Władysław Linczak (zastępca przełożonego), Benon Strzelecki (sekretarz), Leon Stanisław Dziadkowiec (skarbnik) oraz Wacław Janaszak i Kazimierz Ścibor (członkowie). Powstała w ten sposób wspólnota była pierwszym zjednoczonym ewangelicznym zborem na terenie kraju. 21 maja 1953 szczeciński zbór wszedł w skład Zjednoczonego Kościoła Ewangelicznego w Polskiej Rzeczypospolitej Ludowej, utrzymując skład Rady Zboru powołany w 1952.
Nabożeństwa zboru Zjednoczonego Kościoła Ewangelicznego prowadzone były w kaplicy metodystycznej przy ul. Stoisława 4. Odbywały się dwa nabożeństwa niedzielne. Przy zborze działał chór oraz zespół instrumentalny. Prowadzono pracę z dziećmi oraz młodzieżą, jak również akcje ewangelizacyjne skierowane do Świadków Jehowy oraz działalność misyjną polegającą na dystrybucji publikacji chrześcijańskich i zaproszeń na nabożeństwa na terenie parków i na ulicach miasta, co połączone było ze śpiewem. Organizowano również inne ewangelizacje, zjazdy młodzieżowe, czy konferencje lokalne i ogólnokrajowe. Leon Stanisław Dziadkowiec prowadził ponadto domowe spotkania biblijne.
Z czasem połączony zbór przeniósł się na ul. Wawrzyniaka 7 i założył placówki w Świnoujściu, Ognicy, Barlinku oraz w Choszcznie. W opiekę duszpasterską nad placówkami zaangażowani byli Leon Stanisław Dziadkowiec i Władysław Linczak.
16 maja 1974 członkowie ugrupowania ewangelicznych chrześcijan powołali samodzielny zbór, a decyzja ta została zatwierdzona 21 czerwca 1974 przez Radę Zjednoczonego Kościoła Ewangelicznego, na skutek czego powstał II Zbór Zjednoczonego Kościoła Ewangelicznego w Szczecinie. W skład Rady Zboru wszedł Przełożony Zboru Jan Maśny, Przewodniczący Rady Zboru Stanisław Michalski oraz skarbnik Wiktor Kugler. Nabożeństwa prowadzone były w mieszkaniach prywatnych członków nowej wspólnoty. Opiekę nad zborem pełnił Leon Stanisław Dziadkowiec, który pozostawał w tym czasie prezbiterem miejscowego okręgu ZKE.
Po rezygnacji Jana Maśnego ze stanowiska przewodniczącego zboru 25 sierpnia 1976 jego następcą został pastor Tadeusz Urbaniak. Zbór angażował się w działalność ewangelizacyjną oraz pracę z dziećmi i młodzieżą, a liczba jego członków rosła. W efekcie starań czynionych przez sekretarza Rady Zjednoczonego Kościoła Ewangelicznego Kazimierza Murantego doszło do zakupu domu jednorodzinnego przy ul. Brodnickiej 13, który został następnie przystosowany na siedzibę wspólnoty. Jego poświęcenia dokonano 25 września 1977.
Pastor Tadeusz Urbaniak zmarł 18 marca 1979, a stanowisko to decyzją władz Zjednoczonego Kościoła Ewangelicznego objął następnie Leon Stanisław Dziadkowiec. 14 kwietnia 1996 przeszedł on na emeryturę, a nowym pastorem został jego syn, Leon Dziadkowiec.
Po objęciu kierownictwa nad zborem przez Leona Dziadkowca kontynuowany był wzrost liczebny wiernych, co doprowadziło do potrzeby budowy obszerniejszego budynku dla wspólnoty. Nowy dom modlitwy przy ul. Brodnickiej 13 został poświęcony 26 maja 1991.
W marcu 1994 grupa członków społeczności powołała II Zbór Kościoła Ewangelicznych Chrześcijan w Szczecinie.

## Placówki

### Ognica
W 1946 do Ognicy przybyła ludność repatriowana z Kresów Wschodnich, będąca członkami Związku Ewangelicznych Chrześcijan i Baptystów oraz Związku Chrześcijan Wiary Ewangelicznej. Rozpoczęta tu została praca misyjna prowadzona przez Juliana Kuryłowicza ze szczecińskiego zboru ewangelicznych chrześcijan, która utrudniona była jednak przez lokalizację wsi w strefie nadgranicznej. W 1953 w Ognicy powołana została stacja duszpasterska zboru Zjednoczonego Kościoła Ewangelicznego w Szczecinie, przekształcona następnie w jego placówkę. Jej kaznodzieją pozostawał Andrzej Hajdukiewicz, a następnie stanowisko kierownika placówki 14 stycznia 1962 objął Leon Stanisław Dziadkowiec. Prowadził on w Ognicy działalność misyjną polegającą na przyjazdach tu członków grupy młodzieżowej oraz kaznodziejów ze zboru w Szczecinie w celu prowadzenia akcji ewangelizacyjnych. Leon Stanisław Dziadkowiec za prowadzenie na terenie miejscowości zebrań religijnych był wielokrotnie zatrzymywany przez służby graniczne.
17 stycznia 1971 placówka w Ognicy została przekształcona w samodzielny zbór, co było możliwe dzięki osiągnięciu przez nią wymaganej liczby członków. Pastorem nowego zboru został Leon Stanisław Dziadkowiec, który na wystosowany 20 października 1973 wniosek tutejszych wiernych został ordynowany 4 listopada 1973 na urząd prezbitera.
Wierni w Ognicy prowadzili spotkania w domu prywatnym należącym do rodziny Romańskich. Z racji przyrostu liczby uczestników pomieszczenia te stały się za małe na potrzeby zboru, w związku z czym dokonano nabycia gospodarstwa zlokalizowanego na terenie kolonii Radoszki, które zostało przystosowane na cele religijne. 30 kwietnia 1978 dokonano poświęcenia obiektu i rozpoczęto prowadzić tam nabożeństwa wspólnoty. Zbór w Ognicy pozostawał organizatorem licznych akcji ewangelizacyjnych, zjazdów młodzieżowych oraz innych spotkań. Prowadzone były chrzty odbywające się w Odrze.
Od 1982 po adaptacji pomieszczeń znajdujących się na terenie siedziby zboru w Ognicy rozpoczęto tam prowadzenie letnich obozów rekolekcyjnych dla dzieci.
W kolejnych latach liczba członków tutejszego zboru zaczęła się zmniejszać, co następowało na skutek wyjazdów wiernych do Szczecina oraz innych miast, jak również śmierci starszych przestawicieli wspólnoty. 10 kwietnia 1983 wierni ze zboru wystosowali wniosek do Rady Ugrupowania Ewangelicznych Chrześcijan Zjednoczonego Kościoła Ewangelicznego o przekształcenie wspólnoty w placówkę II Zboru ZKE w Szczecinie, co nastąpiło w wyniku przyjęcia wniosku przez Radę w dniu 15 stycznia 1987. Przełożonym placówki został dotychczasowy pastor zboru w Ognicy, Leon Stanisław Dziadkowiec. 
W 2000 zakończone zostało prowadzenie obozów dla dzieci w Ognicy, a następnie przystąpiono do modernizacji ośrodka, który przekształcono na miejsce letnich wczasów rekolekcyjnych dla rodzin. 
W okresie od 19 marca 2000 do 9 stycznia 2005 przełożonym placówki pozostawał Wiesław Dziadkowiec, który angażował się od 1996 w prowadzoną na terenie miejscowości pracę misyjną.
Placówka w Ognicy została następnie przekształcona w stację misyjną zboru „Betel” w Szczecinie, nad którą opiekę duszpasterską sprawuje jego pastor, a nabożeństwa prowadzone są tu w każdą niedzielę. Działalność wypoczynkowa nie jest tu współcześnie prowadzona z uwagi na brak funduszy na przeprowadzenie remontu obiektu, niezbędnego do jego dalszego funkcjonowania.

### Równo

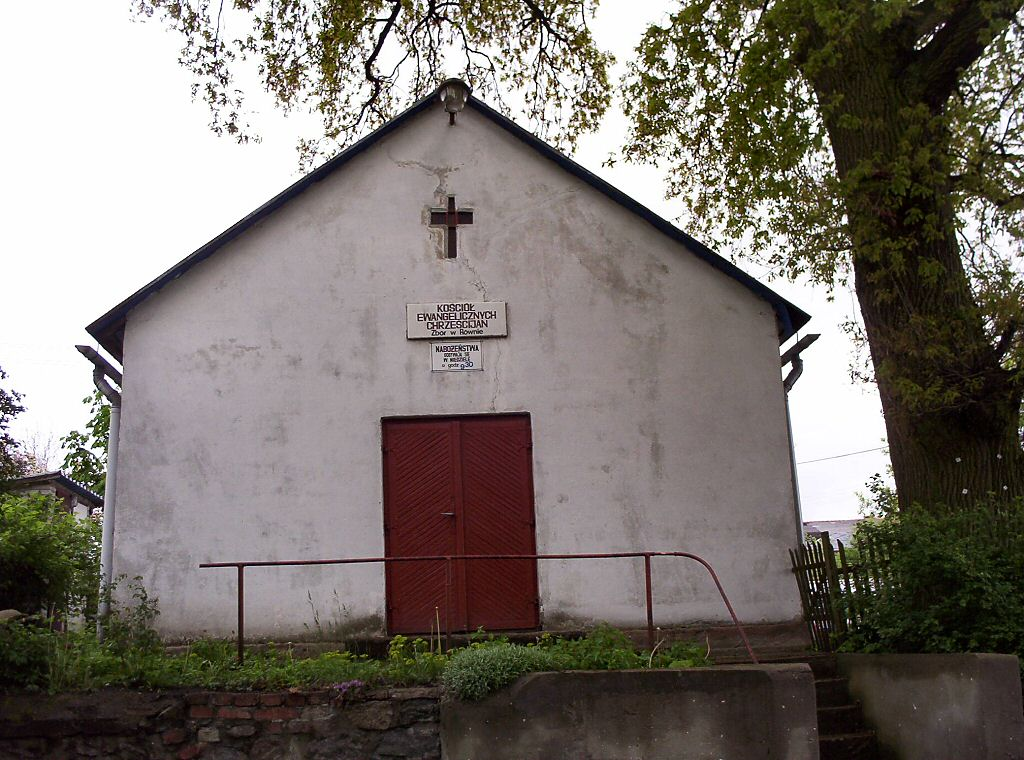
Kaplica Kościoła Ewangelicznych Chrześcijan w Równie

14 grudnia 1980 w Barlinku utworzona została placówka II Zboru Zjednoczonego Kościoła Ewangelicznego w Szczecinie, której siedzibą stało się prywatne mieszkanie należące do Albina Melcera. Kierownikiem placówki został Leon Dziadkowiec, będący wówczas absolwentem Szkoły Biblijnej Zjednoczonego Kościoła Ewangelicznego. W niedzielnych nabożeństwach prowadzonych w Barlinku uczestniczyło kilkanaście osób, w tym Łucja Trafalska wraz ze swoją matką Zofią Rejent, zamieszkałe w Równie, które rozpoczęły starania o rozpoczęcie prowadzenia nabożeństw również na terenie ich miejscowości.
Po inauguracji nabożeństw na terenie Równa, odbywających się w pokoju w mieszkaniu Łucji Trafalskiej, przez jego właścicielkę rozpoczęta została działalność misyjna na terenie wsi, która dzięki bardzo dobrym rezultatom doprowadziła do wysokiej frekwencji uczestników spotkań. W związku z tym 15 marca 1982 siedziba placówki Zjednoczonego Kościoła Ewangelicznego została przeniesiona przeniesiona z Barlinka do Równa, a prowadzoną przez nią działalność ewangelizacyjną skupiono na Równie oraz okolicznych miejscowościach, których ludność zatrudniona była w działalności rolniczej prowadzonej przez Państwowe Gospodarstwa Rolne, jak również we wsiach zdominowanych przez rolników indywidualnych. Na obejmowanym przez placówkę obszarze ożywioną działalność misyjną prowadzili również Świadkowie Jehowy, a zamieszkała tu ludność była w niekorzystnym położeniu ekonomicznym i szerzył się wśród niej alkoholizm. W niedługim czasie wiadomość o prowadzonych w Równie nabożeństwach rozpowszechniła się pośród mieszkańców Barlinka i okolicy. W wyniku wykluczenia komunikacyjnego część ich uczestników pokonywała wielokilometrową drogę pieszo. Będący przełożonym placówki w Równie Leon Dziadkowiec rozpoczął udzielanie pomocy charytatywnej skierowanej do ubogich mieszkańców rejonu Równa. Prowadzono również chrzty, które odbywały się w jeziorze Rówienko. Do wspólnoty przyłączył się także Zbigniew Trafalski, mąż Łucji Trafalskiej.
W związku z nawróceniami w placówce w Równie następował przyrost liczby wiernych i wykorzystywany na cele religijne pokój w mieszkaniu Łucji Trafalskiej stał się zbyt mały na potrzeby wspólnoty, na skutek czego postanowiono o budowie kaplicy. W celu jej powstania przez rodzinę Trafalskich na drodze darowizny na rzecz II Zboru ZKE w Szczecinie przekazana została część ich gruntu wraz ze znajdującymi się na nim budynkami gospodarczymi, które zostały następnie zaadaptowane na cele religijne. Większość prac budowlanych została przeprowadzona przez Zbigniewa Trafalskiego oraz jego rodzinę. Ukończona kaplica została poświęcona 9 września 1982.
II Zbór Zjednoczonego Kościoła Ewangelicznego w Szczecinie, późniejszy Zbór „Betel”, któremu podległa była placówka w Równie, co roku prowadził chrzty w jeziorze Rówienko oraz wspólne nabożeństwa z członkami tutejszej wspólnoty w kaplicy w Równie. Placówka organizowała zajęcia szkółki niedzielnej, prowadzone przez żonę jej przełożonego, Grażynę Dziadkowiec. Funkcjonowała także grupa młodzieżowa, której spotkaniom przewodniczyli Wiesław Dziadkowiec i Mirosław Koń. Odbywały się również sobotnie spotkania biblijne. Równo pozostawało miejscem praktyk dla ewangelistów oraz nauczycieli szkółek niedzielnych.
W kwietniu 1996 Leon Dziadkowiec został wybrany pastorem przełożonym Zboru Kościoła Ewangelicznych Chrześcijan „Betel” w Szczecinie, w związku z czym jego dotychczasowe stanowisko przełożonego placówki w Równie objął Mirosław Koń, pełniący je do 22 kwietnia 2007. Po nim obowiązki te przejął Waldemar Wójtowicz.
W późniejszym okresie doszło do spadku liczby członków placówki w Równie, czego powodem była zmiana godzin kursowania autobusów PKS, uniemożliwiająca uczestnictwo w nabożeństwach, a także emigracja do większych ośrodków miejskich, wymieranie starszych członków wspólnoty oraz powstanie nowych zborów ewangelicznych na terenie Barlinka.
Nabożeństwa w Równie prowadzone są w każdą niedzielę.

## Działalność
Nabożeństwa w Szczecinie odbywają się w każdą niedzielę oraz czwartek w domu modlitwy przy ul. Brodnickiej 13. Nabożeństwa prowadzone są również w każdą niedzielę w placówce w  Równie (Równo 6) oraz w stacji misyjnej w Ognicy (Ognica 100).
Ponadto zbór prowadzi nauczanie dzieci i młodzieży w ramach międzyszkolnego puntu katechetycznego, spotkania młodzieżowe oraz spotkania dla kobiet.
Zbór angażuje się w działalność społeczną. Do form tej działaności należy prowadzenie skierowanej do potrzebujących dzieci ze Szczecina świątecznej akcji charytatywnej „Gwiazdkowa Niespodzianka”, jak również funkcjonująca od 2015 współpraca z Bankiem Żywności w Nowych Bielicach oraz Miejskim Ośrodkiem Pomocy Rodzinie, dzięki czemu organizowana jest dystrybucja żywności, którą objętych pozostaje około 700 osób.
Zbór „Betel” współpracuje z II Zborem Kościoła Ewangelicznych Chrześcijan w Szczecinie, prowadząc razem Szczecińską Szkołę Chrześcijańskiej Służby. Uczestniczy również we wspólnych przedsięwzięciach z innymi wspólnotami chrześcijańskimi.